# Абрамов Седрак Карапетович
Седрак Карапетович Абрамов (28 квітня 1900, село Варташен Нухинського повіту Єлизаветпольської губернії, тепер місто Огуз, Азербайджан — ?) — радянський партійний діяч, 1-й секретар Нагірно-Карабаського обласного комітету КП Азербайджану, народний комісар рибної промисловості Азербайджанської РСР. Депутат Верховної ради Азербайджанської РСР. Депутат Верховної Ради СРСР 3-го скликання.

## Життєпис
Народився в бідній родині бондаря. З дитячих років працював на Нухинській тютюновій фабриці.
Член РКП(б) з 1920 року.
До 1922 року служив добровольцем у Червоній армії.
У 1922—1925 роках — на радянській, профспілковій роботі в місті Нуха Азербайджанської РСР.
З 1925 року — інструктор Азербайджанської республіканської Ради профспілок; інспектор Народного комісаріату освіти Азербайджанської РСР.
У 1932 році закінчив Азербайджанський нафтовий інститут.
У 1932—1936 роках — начальник планово-фінансового відділу товарно-транспортного управління об'єднання «Азнафта».
У 1936—1937 роках — директор навчального комбінату і нафтового технікуму в Азербайджанській РСР.
У вересні 1937 — вересні 1938 року — заступник завідувача відділу вищої школи та науки ЦК КП(б) Азербайджану.
У вересні 1938 — 1939 року — 2-й секретар Бакинського міського комітету КП(б) Азербайджану.
У 1939 — 15 жовтня 1945 року — народний комісар рибної промисловості Азербайджанської РСР.
У жовтні 1945 — січні 1949 року — заступник секретаря ЦК КП(б) Азербайджану з легкої промисловості, завідувач відділу торгівлі та громадського харчування ЦК КП(б) Азербайджану.
У січні 1949 — 1952 року — 1-й секретар Нагірно-Карабаського обласного комітету КП Азербайджану.
Подальша доля невідома.

## Нагороди
- орден Трудового Червоного Прапора (27.04.1940)
- орден «Знак Пошани»
- медаль «За оборону Кавказу»
- медаль «За доблесну працю у Великій Вітчизняній війні 1941—1945 рр.»
- медалі